# King Charles španěl
King Charles španěl je málopočetné psí plemeno původem z Anglie. King Charles španěla je snadné zaměnit s kavalírem King Charles španělem, který je velice podobný jak vzhledem, tak povahou, avšak jedná se o dvě různá plemena.

## Historie
První zmínky o tomto plemeni pocházejí z 15. století, kdy doprovázel anglickou šlechtu pes, který se velmi tomuto plemeni podobal. Jeho přítomnost ve šlechtických sídlech dokazují četné vyobrazení na dobových malbách. King Charles španěl dostal své jméno podle anglického krále Karla I., o kterém se tradovalo, že se svým psům věnuje víc než vladaření.
Plemeno vyobrazené na obrazech však bylo větší a mělo protáhlejší čumák, tak vypadalo ještě dlouho, ale postupně se kvůli novým módním trendům křížilo s plochonosými mopsy, časem, když tato móda přešla, se někteří nadšenci do tohoto plemene rozhodli, že vytvoří přesnou kopii psů z těchto obrazů — a tak vznikl kavalír king charles španěl. King charles španěl se tedy nezměnil, jen vytvořil novou variantu. Dlouhou dobu ale tato dvě plemena splývala v jedno, a tak byla oficiálně rozdělena v roce 1945.

## Vzhled

### Barva srsti
Blenheim (BH) zvaný také Blenheim spaniel: Základ je čistě bílý s kaštanově červenými skvrnami. Široká lysina se kaštanově červeným znakem (korunkou) uprostřed lebky, která je velmi ceněná a dodává celkovému výrazu na efektu.
Black and Tan (BT) zvaný také King Charles spaniel: Základ tvoří bohatá lesklá čerň s mahagonově-třislovým pálením na tvářích, hrudníku, podsazení uší, nohách, pod ocasem, se zářivými znaky nad očima. Bílá skvrna na hrudníku je nežádoucí.
Ruby (RU) zvaný také Ruby spaniel: Čistě sytá červená barva, bílá skvrna na hrudi je nežádoucí.
Tricolor (TR) zvaný také Princ Charles spaniel: Základ je bílý s černými skvrnami, které jsou dobře rozdělené po těle. Tříslové pálení bývá na lících, podsazení uší, pod ocasem se zářivými tříslovými znaky nad očima. Na čele a mezi očima je široká bílá lysina.

### Tělo
Malý pes skoro obdélníkovitého formátu, malý, lehký s delší a krásně zářící srstí. Lebka je v poměru k tělu rozměrná a těžká, dobře vyklenutá a mohutná nad očima. Nos je černý, velmi krátký s široce rozevřenými nozdrami a prohnutý směrem nahoru k lebce. Stop je dobře zřetelný mezi lebkou a nosem. Čenich je čtvercový, široký, hluboký a otočený správně nahoru. Pysky jsou přesně sevřené. Dolní čelist je široká, skus jde spíše do předkusu, jazyk by neměl vyčnívat. Líce jsou dobře vyplněné pod očima a nejsou propadlé. Oči jsou velké a tmavé a položené daleko od sebe. Uši jsou nízko nasazené, velmi dlouhé a dobře osrstěné. Krk je středně dlouhý, vztyčený. Hřbet je krátký a rovný, hrudník široký a hluboký. Ocas by nikdy neměl být nesen nad hřbetem. Přední končetiny jsou krátké a rovné. Lopatky jsou vzadu dobře uložené. Lokty jsou blízko hrudníku, nejsou vybočené ani vbočené. Zadní končetiny jsou dostatečně osvalené, čímž dají pozitivní pohon pohybu. Kolenní klouby jsou dobře zaúhlené. Hlezenní klouby jsou vymezené a správně spuštěné. Hlezna jsou při pohledu zezadu rovná a nevytočená. Tlapky jsou sevřené, dobře vyplněné a osrstěné, prsty s dobrými klouby. Drápky a prostřední polštářky mohou být navzájem srostlé (tzv. kopýtko). Srst je dlouhá, rovná, hedvábná, nikdy není kudrnatá, jen mírné zvlnění je povolené. Hodně osrstěné jsou uši, nohy a ocas. Na rozdíl od kavalírů se ocas u Kingů občas kupíruje.

## Povaha
Vysoce si cení přítomnosti svého pána a své rodiny. Jako každý pejsek špatně snáší samotu. King je smečkové nekonfliktní plemeno a nejlépe je jim ve smečce s dalšími psy, tak snáší samotu mnohem lépe. Velmi dobře se snáší s jinými psy a zvířaty. Doma je velmi klidný, venku v přírodě naopak živý a temperamentní, někdy s loveckými pudy. Vzájemný vztah s kingem je třeba založit na oboustranné toleranci a otevřenosti. Štěká velmi málo, kingové jsou tiché plemeno. King miluje svoji rodinu a je velmi náklonný i k cizím lidem. Někdy se k cizím lidem chová odměřeně, ale po čase si na ně navykne a nechá se pohladit.

## Péče o srst
Srst tohoto plemene není náročná na údržbu. Stačí jednou dvakrát týdne vykartáčovat. Větší pozornost věnujte srsti na hrudníku a na uších. Psa je také občas dobré dle potřeby vykoupat. Doporučujeme použít kvalitní speciální šampon s přísadou jojobového oleje, určený pro psy, který je vhodný i pro jejich citlivou pokožku. Po koupání je důležité srst dobře vysušit, stejně jako po příchodu z procházky, na které pes zmokl. Nijak se neupravuje stříháním ani trimováním. Čištění uší by se mělo u tohoto plemene stát pravidlem.

## Zdraví
Nemoci vyskytující se u Kingů jsou podobné jako u jiných malých plemen. Co se týká pohybového aparátu, tak se jedná luxaci pately. Vykloubení čéšky je geneticky podmíněno, ale při uchovnění není ani v jednom ze 3 klubů povinně vyžadováno vyšetření. Záleží tedy na zodpovědnosti každého chovatele, zda nechá své psy vyšetřit. Zájemce o štěně se může zajímat o to, zda jsou rodiče vyšetření a jak dopadli.
Oči mohou postihnout dědičné oční vady, a to hlavně progresivní degenerace tyčinek a čípků, na níž Klub chovatelů málopočetných plemen psů doporučuje nechat udělat vyšetření. Při onemocnění dochází k degeneraci světločivných buněk, které odumírají a končí slepotou.
Objevit se může i onemocnění srdce, často se jedná o onemocnění mitrální chlopně, které má za následek srdeční nedostatečnost.